# Tonkawa jezik
Tonkawa jezik (ISO 639-3: tqw), izumrli indijanski jezik kojim prema nekim klasifikacijama pripada samnistalnoj porodici tonkawa, a po drugoj porodici coahuiltec. Ovim jezikom nekada su govorili pripadnici plemena Tonkawa, čiji potomci danas žive u Oklahomi pod imenom Tonkawa i u Teksasu kao Titskanwatitch.
Danas više nema govornika među 90 preživjelih Tonkawa u sjevernoj središnjoj oklahomi, a pripadnici etničke grupe služe se engleskim [eng].

## Vanjske poveznice
- Ethnologue (14th)
- Ethnologue (15th)